# Forteresse d'Ehrenbreitstein
La forteresse d'Ehrenbreitstein se trouve sur le rocher du même nom, 118 mètres au-dessus du Rhin à son confluent avec la Moselle, en face de la ville allemande de Coblence. Si le lieu est occupé depuis très longtemps en raison de sa position stratégique, les fortifications actuelles datent du XIXe siècle. Elles comptent parmi les plus puissantes et les mieux conservées en Allemagne.

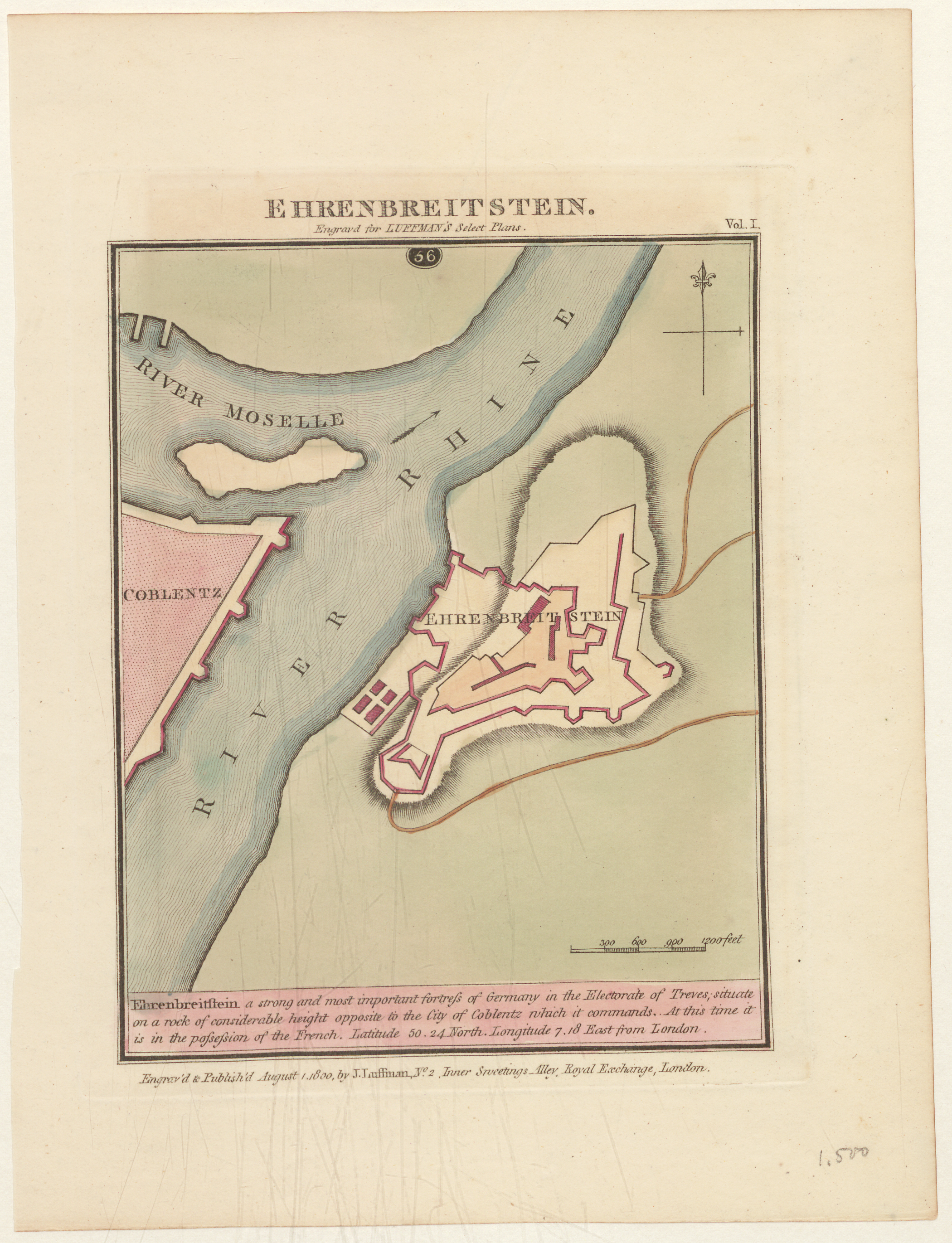
Forteresse Ehrenbreitstein 1800
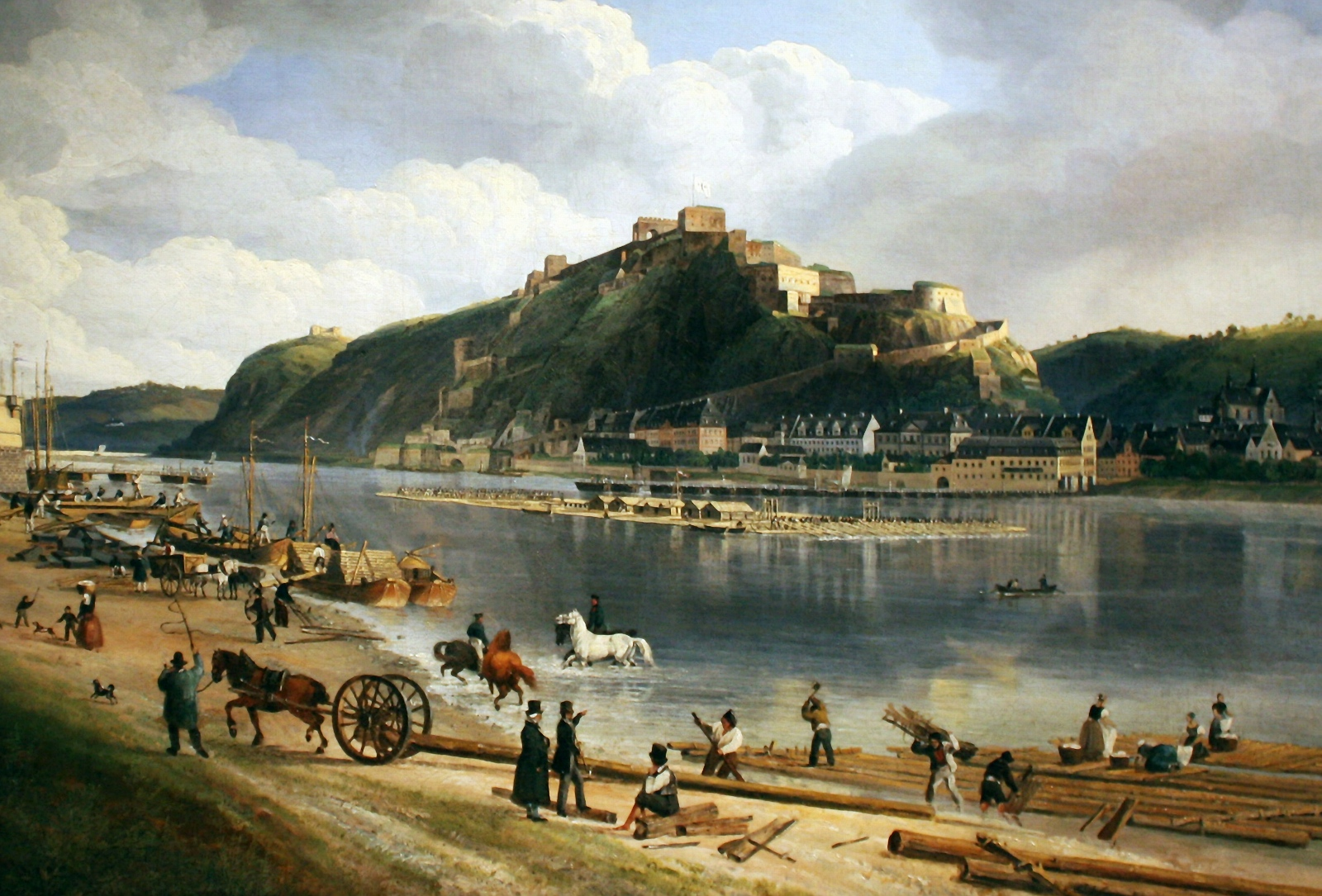
Forteresse d'Ehrenbreitstein, par Johann Adolf Lasinsky (1828)

## Historique
Un petit castrum est érigé vers l'an 1000. Cette place forte est transformée au cours des siècles en une véritable forteresse par les archevêques de Trèves.
Lors de la guerre de Trente Ans, le prince électeur de Trèves Philippe Christophe de Sötern prend le parti de la France. Des troupes françaises occupent la fortification d’Ehrenbreitstein le 5 juin 1632. Trois semaines plus tard, Coblence capitule et est occupée par les Français. Les troupes de l’empereur font prisonnier le Prince Sötern en 1635 et reconquièrent Trèves. Elles libèrent également Coblence en mai 1636. Jean de Werth assiégeait la forteresse en 1636 et pendant plus d’un an de siège pour reprendre possession de la fortification d’Ehrenbreitstein en 1637. Sous le règne du roi Louis XIV de France, pendant la guerre de succession du Palatinat, la ville de Coblence est à nouveau assiégée par les Français en octobre-novembre 1688. Les bombardements français laissent d'importantes destructions.

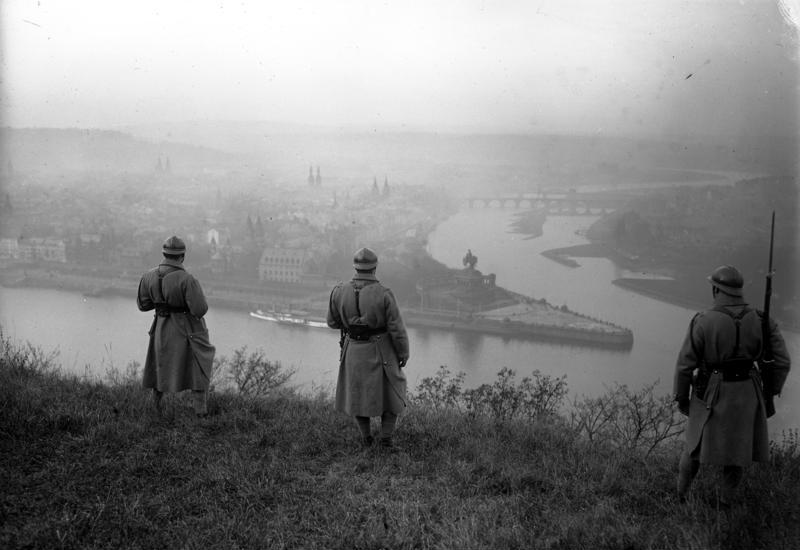
Soldats français durant l'occupation.
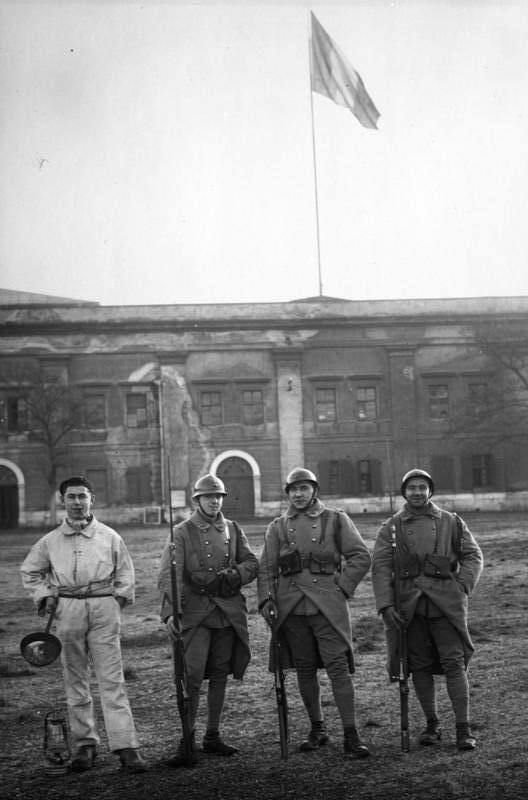
La forteresse pendant l'occupation française.

Après l´occupation de Coblence par les troupes révolutionnaires françaises, la forteresse d'Ehrenbreitstein doit se rendre en 1799, après plus d'un an de siège conduit par le général de division Claude Dallemagne. Après le congrès de Vienne en 1815, la Rhénanie devient une province prussienne. La fortification de la région de Coblence devient une priorité pour les militaires prussiens, en raison de sa proximité avec la France. Les Prussiens construisent donc un système de fortifications autour de Coblence, de 1817 à 1834. La forteresse d’Ehrenbreitstein en fait partie. La forteresse pouvait alors être défendue par 1 200 soldats. Elle reste en activité jusqu'en 1890.
En 1897, un monument est érigé sur le Deutsches Eck, à l'endroit où la Moselle rejoint le Rhin, en l'honneur de l'empereur Guillaume Ier d'Allemagne. La forteresse et le monument sont considérés alors comme des symboles de la "Garde au Rhin", comme le montre la chanson "Die Wacht am Rhein". Durant la Première Guerre mondiale, des Mosellans et des Alsaciens francophiles y sont symboliquement incarcérés. La forteresse est ensuite occupée par l'armée américaine, puis par l'armée française, qui occupe la Ruhr de 1923 à 1925.
La forteresse fait partie de l'ensemble de la Vallée du Haut-Rhin moyen, inscrite sur la Liste du patrimoine mondial depuis 2002.

Vue depuis la forteresse : la ville de Coblence, et le confluent du Rhin et de la Moselle

## Sources
- Manfred Böckling: Festung Ehrenbreitstein, Édition Burgen, Schlösser, Altertümer Rheinland-Pfalz, Kurzführer no 4. 3., vollst. neu bearb. Aufl. Schnell & Steiner, Regensburg, 2011.